# ابوالهول (فیلم ۱۹۲۰)
ابوالهول (ایتالیایی: La sfinge) یک فیلم صامت ایتالیایی است که در سال ۱۹۲۰ منتشر شد. از بازیگران آن می‌توان به فرانچسکا برتینی والنا لوندا اشاره کرد.